# Rokytno (okres Pardubice)
Rokytno je obec v okrese Pardubice, ležící jedenáct kilometrů severovýchodně od města Pardubice. Obec tvoří tři místní části: Rokytno, Bohumileč a Drahoš. Žije zde 965 obyvatel.

## Historie
Dějiny osídlení této lokality sahají až do doby bronzové. Středověké kulturní vrstvy byly archeologicky doloženy při dnešní silnici mezi Chvojencem a Rokytnem, kde stávala již od konce 13. století tvrz, kterou dobýval král Jan Lucemburský, od 16. století zpustlá. V pohusitské době pochází první písemná zmínka o obci Rokytno z roku 1436.

## Název
Název obce je odvozen od rokytí, což je staročeské označení pro vrby.

## Památky v obci
- Boží muka na severovýchodním okraji obce.
- Akvamanile – románská bronzová stolní nádobka na vodu ve tvaru stojící figurky lva, původem ze 12.-13. století, zde byla nalezena počátkem 20. století; náležela patrně ke stolování v tvrzi, je ve sbírkách Východočeského muzea v Pardubicích.
- Kadidelnice – rovněž archeologický nález

## Osobnosti
- Jaroslav Skála – československý legionář, letec, plukovník československé armády, odbojář
- Lubomír Svátek – příslušník 311. československé bombardovací perutě RAF, plukovník československé armády

## Pozoruhodnosti v okolí
- PR Přesypy u Rokytna - přírodní rezervace na navátých pískových dunách porostlých borovicí lesní
- Rokytenská cihelna - na cestě k Bohumilečskému rybníku byla na kraji lesa postavena v roce 1891[4] značně rozsáhlá cihelna, která fungovala do roku 1951, kdy byla formálně zrušena. Dnes cihelnu připomínají už jen dva bývalé domy správce a zaměstnanců a průseky lesa, kde se těžila hlína a zarostlé základy staveb, kde stály provozy cihelny[5].